# Ooh!
Ooh!は、メアリー・J. ブライジの楽曲。
6thアルバム『ラヴ&ライフ』に収録され、シングルカットされた。作詞はブライジ、ショーン・コムズ、ディミトリー・クリスト、ハミルトン・ボハノン、作曲はコムズとD-Nat。Billboard Hot 100では最高29位にランクインし、この曲でブライジは第46回グラミー賞で最優秀女性R＆Bボーカルパフォーマンスにノミネートされた。
サンジが監督したミュージック・ビデオは、ブライジ自身の内面の感情を表現して、踊ったり戦ったりするなどの様々なバージョンが収録された。このMVはイラク戦争に参戦した兵士たちに捧げるものとして作成された。